# Perta
Perta – w przypadku ożaglowania rejowego, lina podwieszona na "szelkach" (krótkich odcinkach liny) ok. 60–80 cm pod reją, na której stoją marynarze opierający się o reję, np. podczas sprzątania (zwijania) żagla rejowego.

szelki (3), perta (4)(8), perta nokowa (5), nok rei (6), jaksztagi (9)(10), żagiel (7)